# Royal College of Physicians
El Royal College of Physicians (RCP) es un organismo de membresía profesional británico dedicado a mejorar la práctica de la medicina, principalmente a través de la acreditación de médicos mediante examen. Fundado por carta real del rey Enrique VIII en 1518, el RCP es la facultad de medicina más antigua de Inglaterra. Estableció el primer estándar internacional en la clasificación de enfermedades y su biblioteca contiene textos médicos de gran interés histórico. El colegio a veces se conoce como el Royal College of Physicians de Londres para diferenciarlo de otros organismos con nombres similares.
El RCP impulsa mejoras en la salud y el cuidado de la salud a través de la promoción, la educación y la investigación. Sus 40 000 miembros trabajan en hospitales y comunidades en más de 30 especialidades médicas, con alrededor de una quinta parte en más de 80 países en todo el mundo.
El colegio alberga seis facultades de formación: la Facultad de Medicina Legal y Forense, la Facultad de Medicina Farmacéutica, la Facultad de Medicina del Trabajo, la Facultad de Salud Pública, la Facultad de Medicina del Deporte y el Ejercicio y la Facultad de Médicos Asociados.
Localizado en  Regent's Park es uno de los pocos edificios de la posguerra al que se le otorgó el estatus de Listado de Grado I. En 2016 se anunció que el RCP iba a abrir una nueva sede en el norte de Inglaterra en The Spine, un nuevo edificio en el Liverpool Knowledge Quarter en Liverpool .  The Spine está programado para abrir en 2021.

## Historia

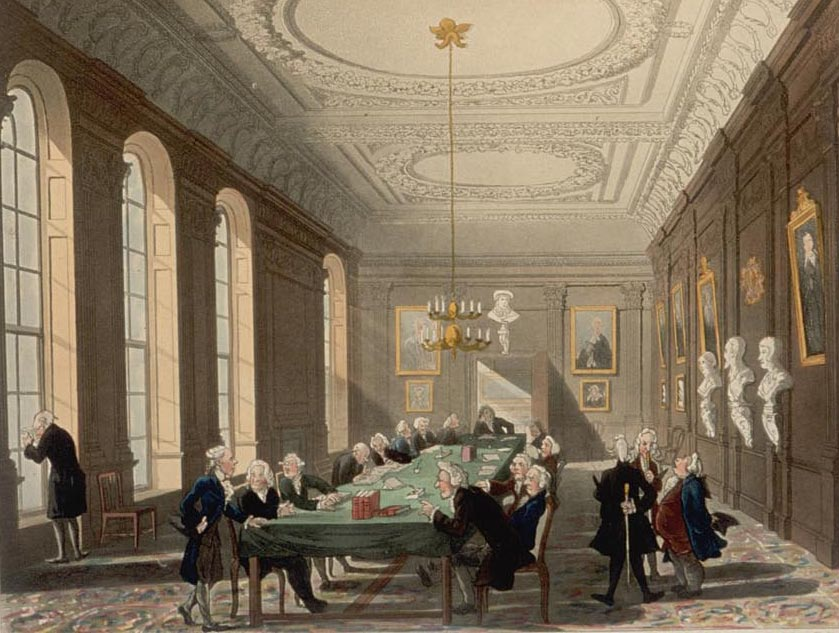
Una reunión del colegio a principios del

Un pequeño grupo de médicos , dirigido por el erudito, humanista y sacerdote Thomas Linacre , solicitó al rey Enrique VIII que se fundara un colegio similar a los que había en varios  países europeos. Las principales funciones del colegio, según lo establecido en la Carta constitutiva, eran otorgar licencias a las personas calificadas para ejercer la medicina  y castigar a los profesionales no calificados y a quienes incurrieron en negligencia. Esto incluía tanto a los boticarios como a los médicos.
Fue fundado como Colegio de Médicos cuando recibió una Carta Real en 1518, confirmada , posteriormente, por Ley del Parlamento en 1523. No se sabe cuándo se asumió o concedió por primera vez el nombre de "Colegio Real". Entró en uso después de la carta de 1663. Fue legalmente confirmado en 1960 por la Ley del Royal College of Physicians of London (que se requería para trasladar las instalaciones del colegio fuera de las ciudades de Londres o Westminster a Regent's Park).
La facultad ha estado continuamente activa en la mejora de la práctica de la medicina desde su fundación, principalmente a través de la acreditación de médicos. Es miembro de la Academia de Colegios Reales Médicos del Reino Unido . Fue el primer Colegio de Médicos de Gran Bretaña e Irlanda. Su establecimiento siguió a la incorporación de los Barbero-Cirujanos de Dublín (Real Colegio de Cirujanos de Irlanda) en 1446 (por Real Decreto de Enrique VI de Inglaterra como Señor de Irlanda ), que fue la primera corporación médica en Irlanda o Gran Bretaña; los Barberos-Cirujanos de Edimburgo fueron incorporados por la Ciudad de Edimburgo en 1505.